# Občanský soudní řád (Československo, 1963)
Občanský soudní řád (ve zkratce OSŘ nebo o. s. ř.) je zákon č. 99/1963 Sb., který je základním pramenem českého občanského práva procesního. Obsahuje hlavní právní úpravu civilního procesu: sporného nalézacího řízení, řízení smírčích a zajišťovacích a řízení vykonávacího. Je tedy základním procesním nástrojem, jehož prostřednictvím české soudy poskytují spravedlivou ochranu narušeným nebo ohroženým soukromým právům a oprávněným zájmům osob.
Původně byl přijat ještě jako československý právní předpis, ale na Slovensku byl od 1. července 2016 nahrazen zákonem č. 160/2015 Z. z., Civilný sporový poriadok.

## Systematika zákona
Zákon se člení na osm částí, některé části se dále člení na hlavy:
1. Obecná ustanovení – Upravuje pravomoc soudů, jejich věcnou a funkční příslušnost, způsobilost účastníků řízení, zastoupení, procesní úkony, pořádková opatření apod. Ustanovení této části se vztahují ke všem částem následujícím.
2. Činnost soudu před zahájením řízení – Obsahuje právní úpravu řízení smírčího, předběžných opatření a zajištění důkazu.
3. Řízení v prvním stupni – Komplexní úprava sporného nalézacího řízení v prvním stupni, nákladů řízení a v hlavě páté, zvláštních ustanoveních, řízení o žalobě z rušené držby.
4. Opravné prostředky – Obsahuje právní úpravu řádných i mimořádných opravných prostředků: odvolání, žaloby na obnovu řízení, žaloby pro zmatečnost a dovolání.
5. Řízení ve věcech, o nichž bylo rozhodnuto jiným orgánem – Upravuje podmínky, za nichž je možné domáhat se soudního řízení ve věcech, o nichž ze zákona rozhodují jiné orgány než soudy.
6. Výkon rozhodnutí – Upravuje vykonávací řízení, včetně jednotlivých jeho způsobů.
7. Jiná činnost soudu – Obsahuje ustanovení o soudní úschově, potvrzení evropského exekučního titulu a doručování oznámení výhrady neúčinnosti právního jednání.
8. Závěrečná ustanovení

## Vývoj československé a české právní úpravy
Občanskému soudnímu řádu předcházel zákon č. 142/1950 Sb., o řízení ve věcech občanskoprávních (občanský soudní řád), kterému zase předcházel zákon č. 113/1895 ř. z., o soudním řízení v občanských rozepřích právních (civilní řád soudní). Občanský soudní řád z roku 1964 vzhledem k době svého vzniku prošel řadou novelizací, jejichž prostřednictvím byla do českého práva postupně zavedena řada v něm dříve neznámých právních institutů. Z nejdůležitějších změn v období před rokem 1989 lze jmenovat snad jen zavedení institutu samosoudce zákonem č. 158/1969 Sb. nebo možnosti autoremedury a vymezení mezí, ve kterých může odvolací soud věc projednat, zákonem č. 49/1973 Sb.
Poté se však občanský soudní řád začal velmi často proměňovat, kromě dále uvedených nejzásadnějších novelizací se např. rozšiřovala předběžná opatření, měnila přípustnost dovolání, doplňovaly druhy nesporných řízení nebo možnosti výkonu rozhodnutí, také se často měnila úprava doručování soudních písemností. Zvláštním zákonem o konkursu a vyrovnání (č. 328/1991 Sb.) byla zrušena likvidace předluženého povinného jako jeden ze způsobů výkonu rozhodnutí. Zákonem č. 519/1991 Sb. byla odstraněna řada prvků tzv. socialistické zákonnosti, byla zavedena prvostupňová příslušnost krajských soudů pro speciální, zejména obchodněprávní agendu, v obchodních sporech byla umožněna prorogace a byla zrušena stížnost pro porušení zákona jako mimořádný opravný prostředek, kterým ale účastníci řízení nedisponovali, místo ní bylo zavedeno dovolání. Následovaly další novelizace, zákonem č. 263/1992 Sb. se v souvislosti s obnovením svobodného povolání notářů dostala do občanského soudního řádu řízení o umoření listin, o úschovách a dědické řízení, do kterého byli notáři zapojeni jako tzv. soudní komisaři. Zákonem č. 171/1993 Sb. byl zaveden rozsudek pro uznání a rozsudek pro zmeškání, zákonem č. 30/2000 Sb. instituty hlavní intervence, koncentrace řízení, žaloby pro zmatečnost a prohlášení o majetku, u odvolání došlo ke změně na systém neúplné apelace a ve věcech diskriminace bylo přeneseno důkazní břemeno na žalovaného. Nálezem Ústavního soudu č. 276/2001 Sb. došlo ke kompletnímu zrušení dosavadní páté části, která obsahovala úpravu správního soudnictví. To bylo následně od roku 2003 upraveno samostatným soudním řádem správním (zákon č. 150/2002 Sb.) a do části páté byla zákonem č. 151/2002 Sb. vložena úprava přezkumu rozhodnutí správních orgánů jen v soukromoprávních věcech. Zákonem č. 59/2005 Sb. bylo zavedeno přípravné jednání, zákonem č. 123/2008 Sb. elektronický platební rozkaz a zákonem č. 7/2009 Sb. evropský platební rozkaz, zároveň možnost přechodu k elektronické justici (elektronický spis, datové schránky apod.). Zákon č. 293/2013 Sb. reagoval na rekodifikaci soukromého práva a byla jím také s účinností od roku 2014 z občanského soudního řádu vyčleněna nesporná řízení, obsažená původně v páté hlavě třetí části, aby byla samostatně upravena v zákoně o zvláštních řízeních soudních (č. 292/2013 Sb.).
Celkem bylo pro občanský soudní řád do konce roku 2020 vydáno 149 novelizačních zákonů a osm derogačních nálezů Ústavního soudu. V odborné sféře se proto již dlouho diskutuje o potřebě komplexní rekodifikace a na úrovni Ministerstva spravedlnosti byla v dubnu 2013 ustavena komise pro rekodifikaci civilního procesu, jejímž předsedou se stal tehdejší místopředseda Nejvyššího soudu Roman Fiala. Základním věcným záměrem bylo sjednotit úpravu civilního procesu do jednoho předpisu, tedy opětovně sloučit stávající občanský soudní řád se zákonem o zvláštních řízeních soudních a připojit i úpravu exekučního řádu a insolvenčního zákona. O tři roky později byla vytvořena nová komise, vedená Petrem Lavickým, přičemž za východisko prací byl určen rakouský civilní soudní řád. Jí vytvořený návrh věcného záměru pak dostala v roce 2021 za úkol přezkoumat expertní komise v čele s Petrem Šukem, místopředsedou Nejvyššího soudu.